# Храм Святителя Николая в Пыжах
Храм святи́теля Никола́я в Пыжа́х — православный храм в районе Замоскворечье города Москвы. Входит в состав Москворецкого благочиния Московской епархии Русской православной церкви. Памятник архитектуры XVII века.
Храм расположен между Большой и Малой Ордынкой; близ него находится двухэтажный дом причта — памятник архитектуры XIX века, архитектор Александр Никифоров (1890).
Настоятель — митрофорный протоиерей Александр Шаргунов.

## История

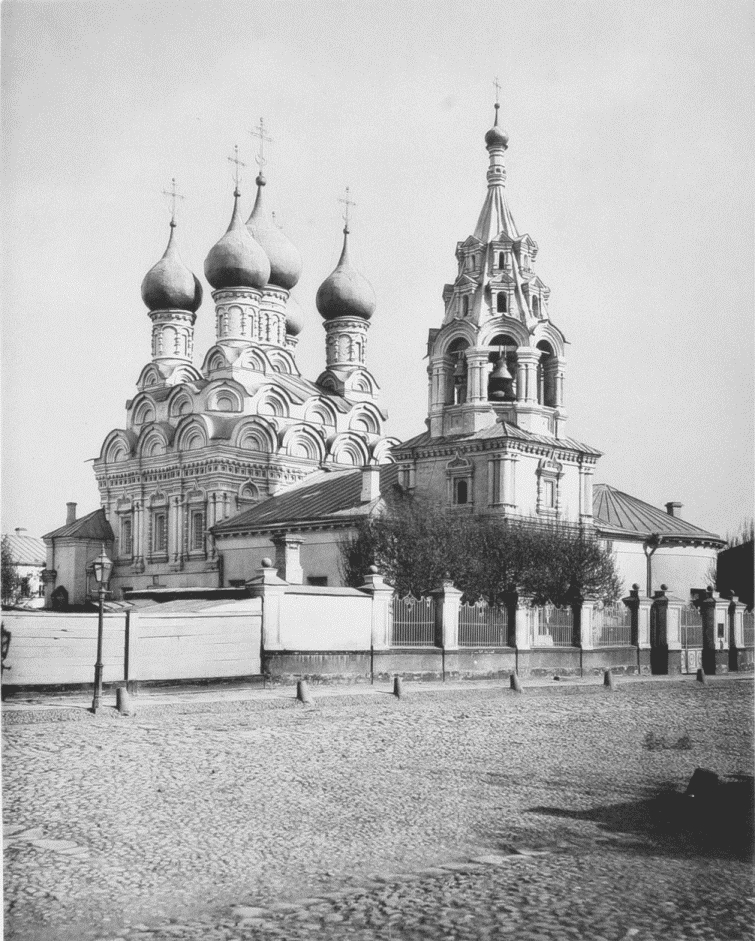
Фотография из альбома Николая Найдёнова, 1882 год

Деревянный храм на месте нынешнего был основан не ранее 1593 года, вероятно, одновременно с учреждением Стрелецкой слободы. Стрелецкий полк известен с 1650-х годов, тогда им командовал Василий Иванович Философов. В 1668 году его сменил Богдан Пыжов, давший своё имя местности, храму и Пыжевскому переулку. Стрельцы построили храм в камне в 1657 году (в разных источниках стоят 1670-е годы). В 1691 году устроены приделы в честь Антония и Феодосия Печерских и в честь святителя Николая, имя которого со временем стало главным для «Николы в Пыжах». После разорения в 1812 году храм был восстановлен, начиная с 1848 года, на деньги купцов Ляминых.
С марта 1928 года по 14 апреля 1931 года певчей храма Святителя Николая служила Татьяна Гримблит, в будущем причисленная к лику мучениц в Соборе новомучеников, в Бутове пострадавших.
Храм был закрыт в 1934 году; последним настоятелем до закрытия был преподобноисповедник Гавриил (Игошкин). Храм возвращён Русской православной церкви в 1990 году, службы начались в 1991 году. Иконостасы — современные, работы И. В. Клименко; в Никольском приделе — росписи конца XIX века работы А. Соколова.

## Архитектурные особенности
Особенностью церкви является планировка ее двух приделов, «вдвинутых» в северо-восточный и юго-восточный углы основного кубического объема и почти заслоненных широкими полукружиями своих апсид, которые, будучи равновеликими и расположенными на одной линии с апсидой алтаря главного храма, выглядят традиционной трехчастной апсидой. Стройная шатровая колокольня с великолепно декорированной «висящей» аркой входа принадлежит к лучшим образцам этого типа сооружений в московском зодчестве. Примыкающие к храму трапезная и колокольня поставлены по главной оси, то есть «кораблем», как это стали делать со второй половины XVII в. Типичный пятиглавый, бесстолпный храм с развитым пышным антаблементом и ярусами кокошников, богато декорированный кирпичными деталями «штучного набора». Особой декоративностью наделён восточный фасад храма, выходящий на Большую Ордынку.
С юга к зданию XVII века примыкает перестроенный в 1810 году в классицистических формах Никольский придел, нарушивший симметрию композиции.

## Духовенство
- Протоиерей Александр Шаргунов, настоятель.
- Протоиерей Валерий Гурин.
- Иерей Алексий Коршунов.
- Диакон Андрей Демченко[5].

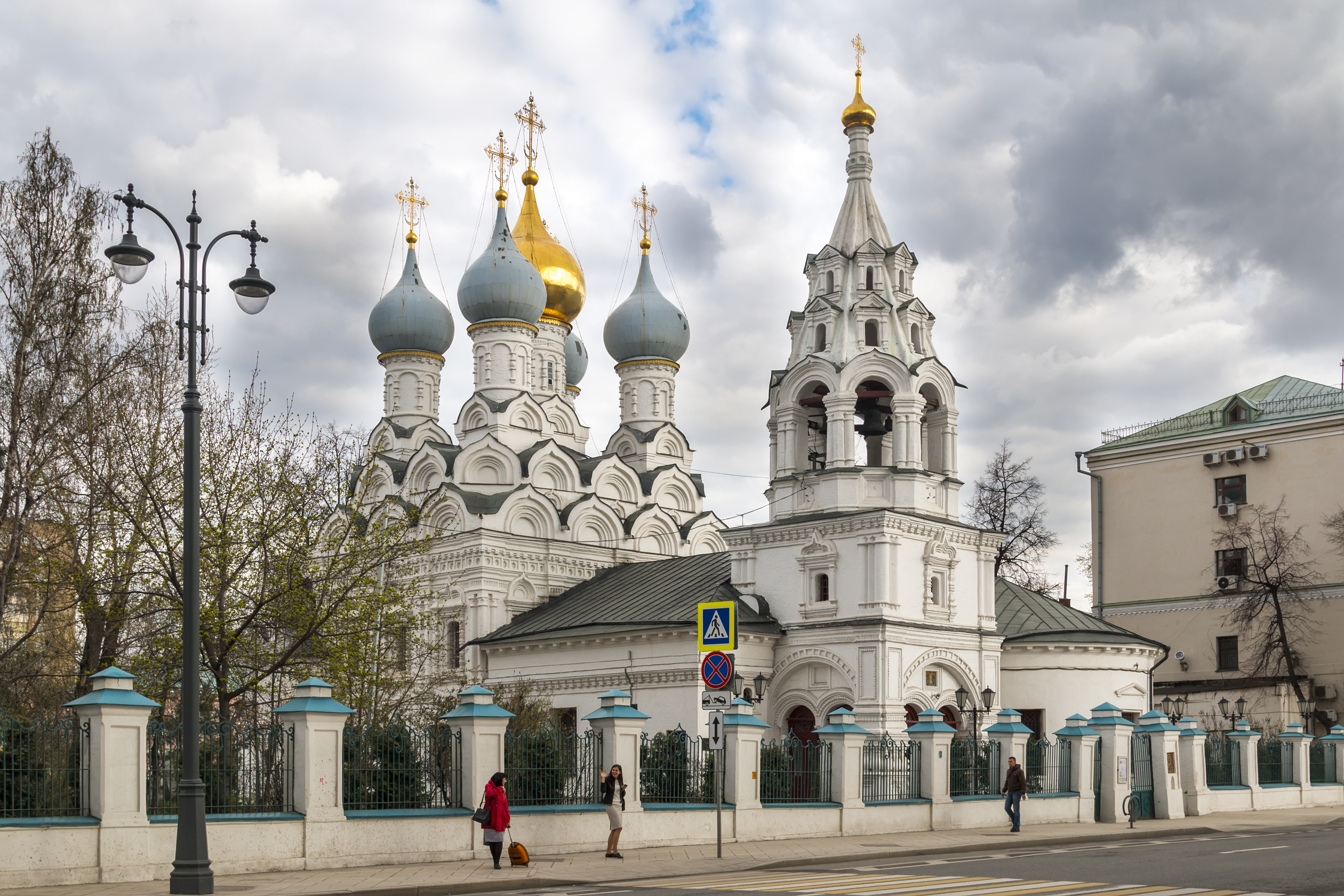
Вид с северо-запада
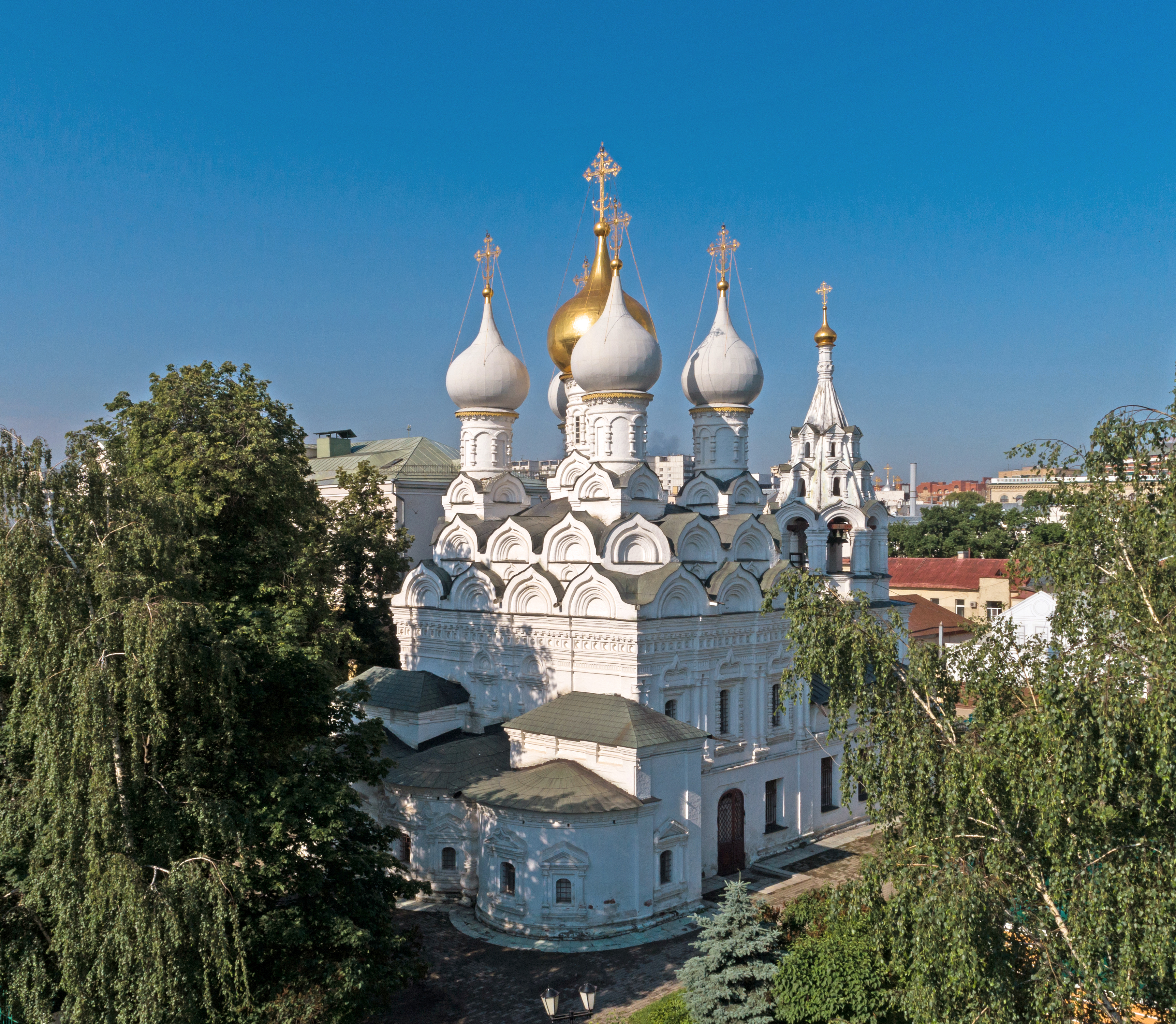
Вид с северо-востока
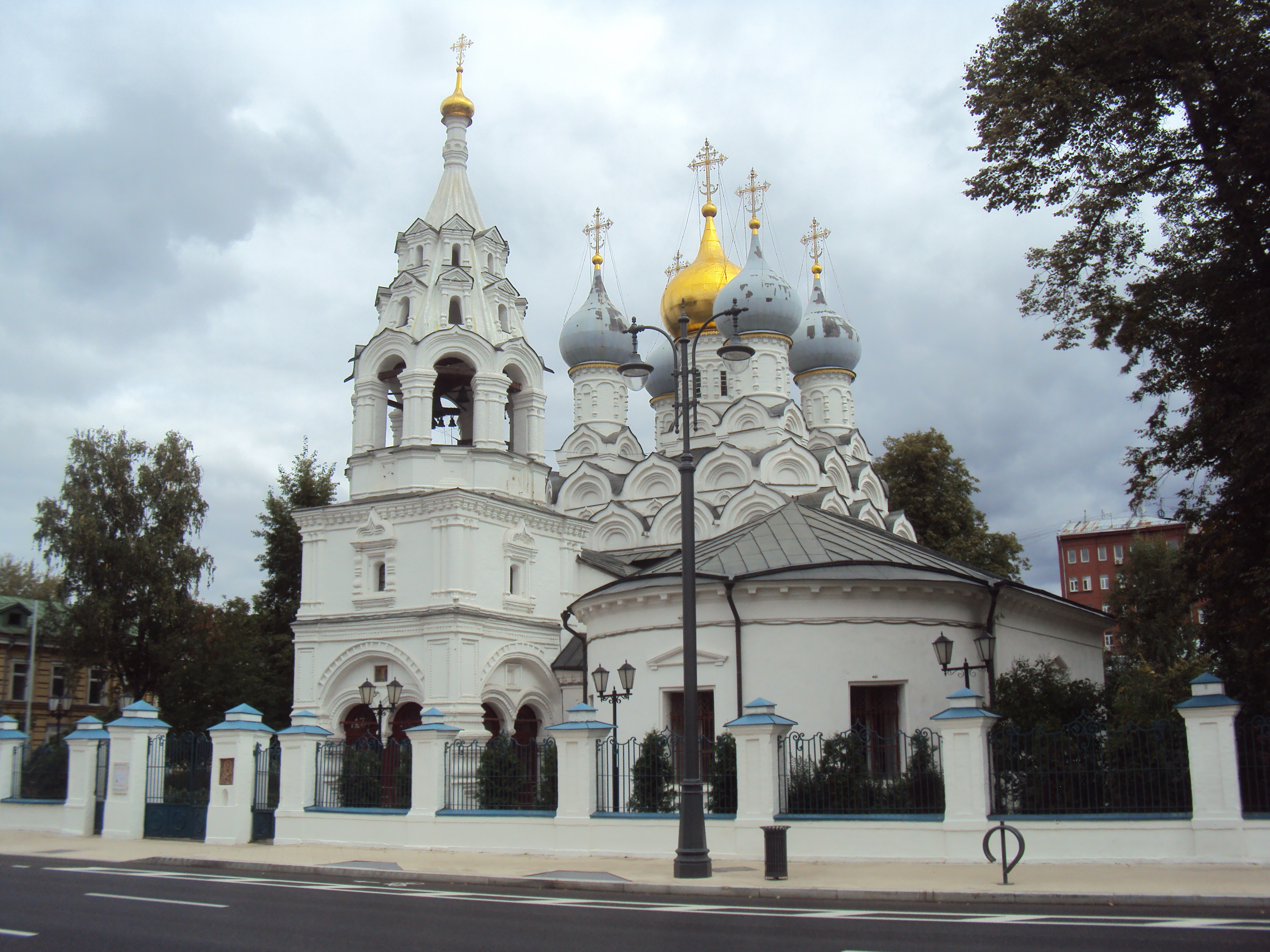
Справа ― Никольский придел (1810)